# Herman Nauwincx

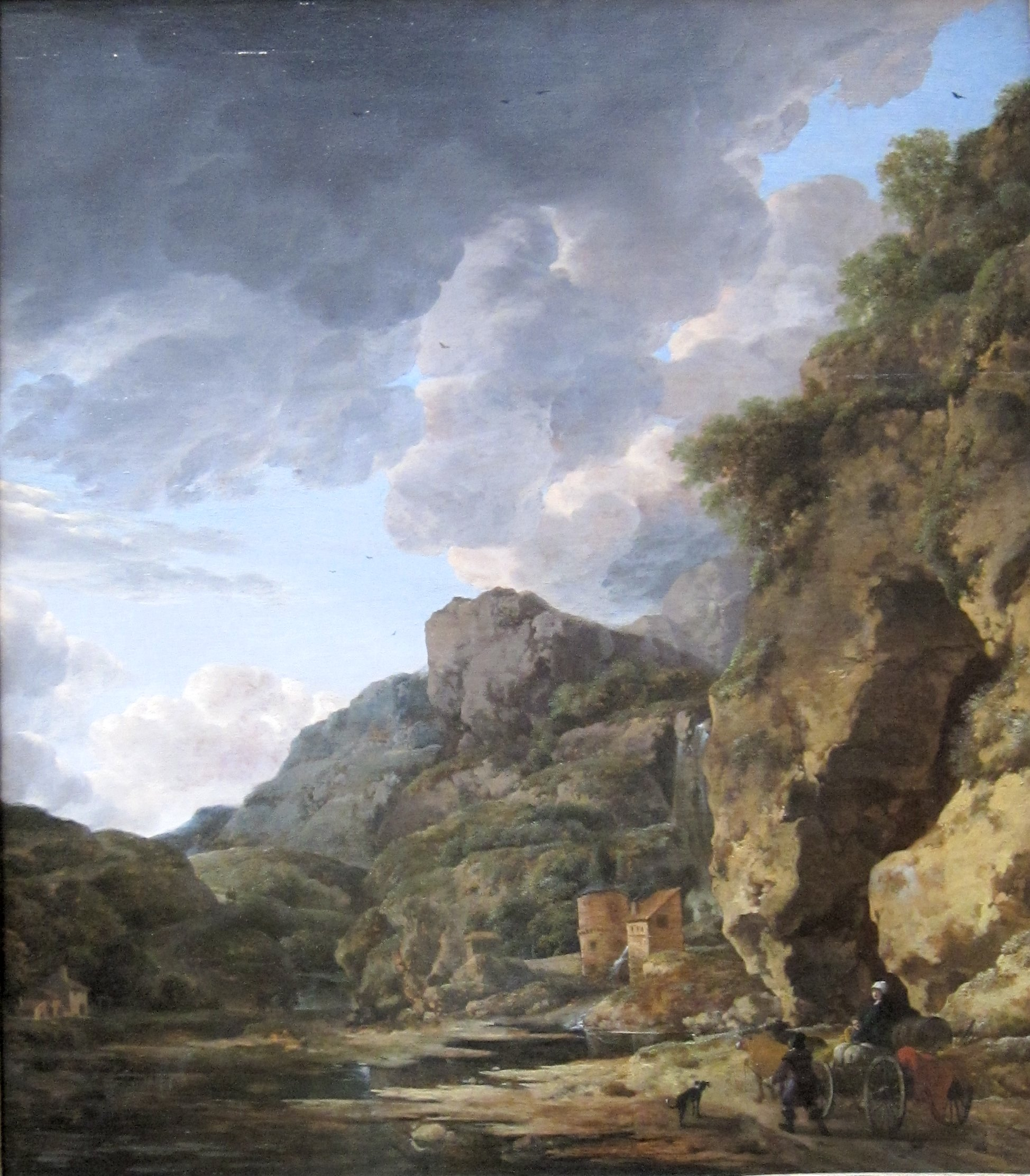
Paesaggio montuoso con fiume e carrozza

Herman Nauwincx, o Naiwincx (Schoonhoven o Amsterdam o Utrecht, 27 ottobre 1623 – Amburgo, 1670), è stato un pittore, incisore e mercante olandese del secolo d'oro, specializzato in pittura paesaggistica.

## Biografia
Si formò in Olanda Settentrionale e si dedicò principalmente alla pittura di paesaggi sia olandesi che italiani, con costruzioni architettoniche, vedute di villaggi e fortificazioni nello stile di Antonie Waterloo.
Le sue prime opere conosciute furono probabilmente alcuni paesaggi olandesi con cascine. Spesso riprendeva e variava motivi presenti in lavori di altri autori, come ad esempio nel Battesimo di un eunuco, dove riprese il gruppo di figure da un'incisione di Rembrandt.
Nella realizzazione dei suoi paesaggi collaborava con altri artisti, come Willem Schellinks, Gerbrand van den Eeckhout e Jan Asselyn, che si occupavano dell'esecuzione delle figure.
Tipici motivi nelle sue incisioni sono paesaggi montuosi con boschi, a volte con viste panoramiche, spesso con corsi d'acqua in primo piano.
Nelle sue opere si notano sia influenze derivate da pittori Dutch Italianates, sia spunti ripresi dai paesaggi olandesi di Jacob van Ruisdael.
Oltre a dipinti e incisioni, Nauwincx eseguiva anche disegni, non solo come schizzi preparatori, ma anche come opere finite.
Dal 1648 al 1650 lavorò ad Amsterdam, nel 1651 a Schoonhoven e successivamente ad Amburgo, dove probabilmente si occupò di attività commerciali.

## Opere

### Dipinti
- Battesimo di un eunuco
- Paesaggio montuoso con fiume e carro, olio su pannello, 69,85 x 60,33 cm, 1650-1675, figure di Willem Schellinks, Getty Museum, Los Angeles[5]
- Paesaggio costiero roccioso con ponte di legno e cavalieri in primo piano, olio su pannello, 47 x 63,5 cm, firmato[6]
- Paesaggio fluviale roccioso con figure pranzanti presso un sentiero vicino ad una cascata, olio su pannello, 47 x 63,5 cm, firmato[7]
- Due alberi in riva ad un lago (recto) e testa di donna (verso), tecnica mista, 22,7 x 22,7 cm[8]
- Paesaggio con figure a piedi e a cavallo, olio su pannello, 47 x 63 cm, firmato[9]

### Incisioni
- Set di otto tavole con paesaggi, in verticale, la prima tavola firmata con H.Naiwincx inv. et fe.[2]
- Set di otto tavole con paesaggi, in orizzontale, la prima tavola firmata con H.Naiwincx inv. et fe.[2]